# Dendropithecus
Dendropithecus es un género extinto de primates catarrinos que vivió durante el Burdigaliense (Mioceno) entre hace 20 y 17 millones de años. La única especie descrita del género, Dendropithecus macinnesi, a partir de un fragmento mandibular, era un animal esbelto, pesaba entre 5 y 9 kg, medía unos 90 cm, y pudo se el ancestro de los gibones a los cuales se asemeja en algunos aspectos. La anatomía de sus brazos sugiere que pudo ser un braquiador, aunque menos eficiente que los gibones modernos; sin embargo, su dentadura sugiere una dieta similar a estos, constituida por frutas, hojas y flores.